# 쉴드: XX 강력반
《쉴드: XX 강력반》(The Shield)은 2002년부터 2008년까지 방영된 텔레비전 드라마이다.
대한민국에서는 FOX채널을 통해 본 제목과 더불어 《쉴드: 분노의 대머리 경찰》로도 방영되었다.